# 原島秀毅
原島 秀毅（はらしま ひでき、1937年 - 2017年2月27日）は、日本の外交官。橋本内閣で初代沖縄担当特命全権大使兼政府代表として在日米軍基地問題などにあたった。駐マレーシア特命全権大使を経て、退官後、沖縄に移住し大学で琉球文学を講じたり、琉球民謡創作を行うなどした。琉球民謡新人賞受賞。

## 人物・人物
愛媛県今治市出身。1956年愛媛県立今治西高等学校卒業。1962年一橋大学法学部卒業、外務省入省。外務省中近東アフリカ局アフリカ課長、国際連合日本政府代表部参事官、外務省欧亜局西欧第一課長、外務大臣官房文書課長、国際連合日本政府代表部公使等を歴任。1983年から宮内庁御用掛として昭和天皇のフランス語通訳を務めた。
1989年駐マダガスカル兼コモロ兼モーリシャス特命全権大使。1993年駐チュニジア特命全権大使。1997年から橋本内閣で新設された沖縄担当特命全権大使兼政府代表を務め、普天間基地移設問題などにあたった。
1999年駐マレーシア特命全権大使。2001年にはマラ教育財団に対する文化無償協力に関する書簡の交換を行った。同年退官。退官後は夫婦で沖縄に移住し、名桜大学非常勤講師や、沖縄国際大学非常勤講師を務め、琉球文学特殊講義を講じるなどした。また趣味の琉球民謡で琉球民謡新人賞を受賞。美ら島沖縄大使、那覇東ロータリークラブ名誉会員等を歴任。2017年従三位。

## 同期
外務省同期入省には、小倉和夫（駐フランス大使）、西村元彦（駐ポルトガル大使）、池田維（駐オランダ大使）、丹波實（駐ロシア大使）、川島純（駐ニュージーランド大使）、中村武（駐ベトナム大使）、須藤隆也（駐エジプト大使）など。

## 著作
- 「国旗・国名と国家の承認」時の法令(通号 607) 1967年 p.41～46
- 『第36回空襲・戦災を記録する会全国連絡会議今治大会報告集』（共著）空襲・戦災を記録する会全国連絡会議今治大会実行委員会 2007年